# Zbigniew Ostrowski
Zbigniew Wiktor Ostrowski (ur. 28 lipca 1955 w Braniewie) – polski dziennikarz radiowy, menedżer i polityk, w latach 2011–2014 wicewojewoda kujawsko-pomorski, od 2014 wicemarszałek w zarządzie województwa.

## Życiorys
Syn Stanisława i Gabrieli. Jego przodkowie pochodzili z Kujaw, po II wojnie światowej jego rodzina osiedliła się na tzw. Ziemiach Odzyskanych. Zbigniew Ostrowski mieszkał w Morągu, gdzie ukończył liceum. Ukończył w 1978 studia z zakresu filologii polskiej na Uniwersytecie Mikołaja Kopernika w Toruniu. W tym samym roku rozpoczął pracę jako dziennikarz radiowy w Polskim Radiu w Bydgoszczy (przemianowanym na Radio PiK). W 1979 objął kierownictwo redakcji Polskiego Radia w Toruniu, podjął współpracę z Programem III. W 1992 był współzałożycielem i następnie objął stanowisko redaktora naczelnego pierwszej regionalnej stacji komercyjnej – Radia Toruń. Rok później zakładał Radio GRA. W 1997 powrócił do mediów publicznych, był dziennikarzem w TVP3 Bydgoszcz, zaś w latach 2000–2006 kolejno pełnił funkcje wiceprezesa i prezesa Radia PiK. W 2007 powołany na zastępcę dyrektora Opery Nova w Bydgoszczy. W 2008 został przewodniczącym rady programowej Radia PiK.
Jest autorem książek reporterskich: Diogenes z Tadzina (KAW, 1984) i Nasi w kraju Kilimandżaro (KAW, 1988). Jest także autorem około 200 reportaży i słuchowisk radiowych, twórcą lub współtwórcą programów telewizyjnych, publicystą prasowym. Prowadził wykłady na Uniwersytecie Kazimierza Wielkiego w Bydgoszczy i w Kujawsko-Pomorskiej Szkole Wyższej.
W wyborach w 2010 bez powodzenia kandydował z listy Platformy Obywatelskiej do sejmiku kujawsko-pomorskiego. 1 lutego 2011 został powołany na urząd wicewojewody kujawsko-pomorskiego. 1 grudnia 2014 radni sejmiku V kadencji powołali go na stanowisko wicemarszałka w nowym zarządzie województwa. W 2018 uzyskał mandat radnego województwa na okres VI kadencji, po czym ponownie został wybrany na wicemarszałka. W 2024 z powodzeniem ubiegał się o reelekcję w wyborach do sejmiku, zdobywając 21 099 głosów. W maju tego samego roku sejmik wybrał go na stanowisko wicemarszałka w zarządzie województwa VII kadencji. Pełnił funkcję prezesa Towarzystwa Miłośników Miasta Bydgoszczy (2024–2025).

## Życie prywatne
Żonaty (żona Barbara), ma czworo dzieci: Katarzynę, Jakuba, Mateusza i Helenę.

## Odznaczenia
Odznaczony Złotym Krzyżem Zasługi (2005), odznaką honorową „Za Zasługi dla Turystyki” (2009), Medalem za Zasługi dla Policji (2015) oraz Medalem Stulecia Odzyskanej Niepodległości (2022).